# Jessye Norman
Pour les articles homonymes, voir Norman.
Jessye Norman est une cantatrice américaine, née le 15 septembre 1945 à Augusta en Géorgie et morte le 30 septembre 2019 à New York.
Soprano dramatique dotée d'une voix imposante, Jessye Norman s'est rendue célèbre dans le répertoire de la musique des XIXe et XXe siècles, particulièrement allemande et française.

## Biographie
Jessye Norman est née à Augusta en Géorgie (États-Unis) dans une famille très pieuse de musiciens amateurs : sa mère est pianiste et sa grand-mère chante dans le chœur local. Après sa scolarité à Augusta, elle intègre l'université Howard d'où elle ressort en 1967 diplômée en musique. Elle passe l'été au conservatoire de Baltimore puis elle achève un master à l’université du Michigan, où elle travaille avec le baryton Pierre Bernac. L'année suivante, elle reçoit une bourse de l'Institute of International Education qui lui permet de participer au concours international de musique de la Radiodiffusion bavaroise  ARD à Munich dont elle est lauréate.
C'est ainsi que sa carrière commence en Europe où elle s'installe en 1969. En décembre, elle signe un contrat de trois ans avec le Deutsche Oper à Berlin-Ouest et fait sensation, à l'âge de 23 ans, en Elisabeth dans Tannhäuser. Les premiers rôles et contrats se succèdent, elle se produit dans les années qui suivent avec plusieurs compagnies d'opéra allemandes et italiennes. En 1970, elle fait ses débuts à Florence dans Deborah de Haendel et l'année suivante on l'entend, entre autres, dans Idoménée de Mozart à Rome, dans L'Africaine de Meyerbeer à Florence et dans Les Noces de Figaro au Festival de Berlin. En 1971, Norman, après une audition, décroche le rôle de la comtesse pour l'enregistrement par Philips des Noces de Figaro avec l'Orchestre symphonique de la BBC sous la direction de Colin Davis. En 1972, Norman chante à Berlin le rôle-titre d'Aida, rôle qu'elle chantera plus tard cette année-là à la Scala de Milan. La même année, elle chante Aida en Californie au Hollywood Bowl et au Wolf Trap à Washington D.C., et elle donne un récital Wagner au Festival de Tanglewood (Massachusetts). Durant l'automne de 1972, elle triomphe en Cassandre à Covent Garden dans Les Troyens de Berlioz. Elle fait aussi cette année-là ses débuts au Festival d'Édimbourg. Elle retourne aux États-Unis en 1973 pour faire ses débuts sur la scène du Lincoln Center.
Au milieu des années 1970, Norman décide d'interrompre de façon temporaire sa carrière de chanteuse d'opéra pour se consacrer au concert, élargir son répertoire et développer sa tessiture. Elle fait son retour à la scène en 1980 dans Ariane à Naxos à Hambourg et elle enregistre le rôle de Sieglinde dans La Walkyrie dirigée par Marek Janowski. C'est en 1983 qu'elle fait ses débuts au Metropolitan Opera en Cassandre dans une production des Troyens de Berlioz  dirigée par James Levine pour célébrer le centième anniversaire de la compagnie ; la même année elle triomphe au Festival d'Aix-en-Provence en Phèdre dans Hippolyte et Aricie de Jean-Philippe Rameau sous la direction de John Eliot Gardiner. En janvier 1984, elle chante dans la symphonie no 2 de Gustav Mahler lors du concert exceptionnel (Musicians against nuclear arms) dirigé par Leonard Bernstein dans la cathédrale de Washington et en 1985 elle enregistre le rôle d'Elsa dans Lohengrin dirigé par Georg Solti.
Le succès est ininterrompu. Elle reçoit des ovations interminables du public — 47 minutes à Tokyo en 1985, 55 minutes à Salzbourg l'année suivante. Relativement rare sur les scènes d'opéra, elle multiplie les concerts et triomphe notamment dans les Quatre derniers lieder de Richard Strauss et dans le Liebestod de Richard Wagner. En 1987, elle chante à Salzbourg la Mort d'Isolde sous la direction d'Herbert von Karajan. En 1988, elle chante La Voix humaine de Francis Poulenc d'après la pièce de Jean Cocteau, ainsi qu'Ariane à Naxos  de Strauss, en 1989 Erwartung de Schoenberg et Le Château de Barbe-Bleue en anglais avec Samuel Ramey, en 1990 le rôle de Sieglinde dans La Walkyrie et l'année suivante Kundry dans Parsifal de Richard Wagner, toujours sous la direction de James Levine au Metropolitan Opera de New York. En 1992, elle est Jocaste dans Œdipus rex d’Igor Stravinsky sous la direction de Seiji Ozawa, l'année suivante Judith dans Le Château de Barbe-Bleue de Bela Bartok, cette fois en hongrois, avec László Polgár sous la direction de Pierre Boulez, et en 1996 Emilia Marty dans L'Affaire Makropoulos de Janáček au Metropolitan. Elle enregistre en 1989, avec Seiji Ozawa, une Carmen fort controversée.

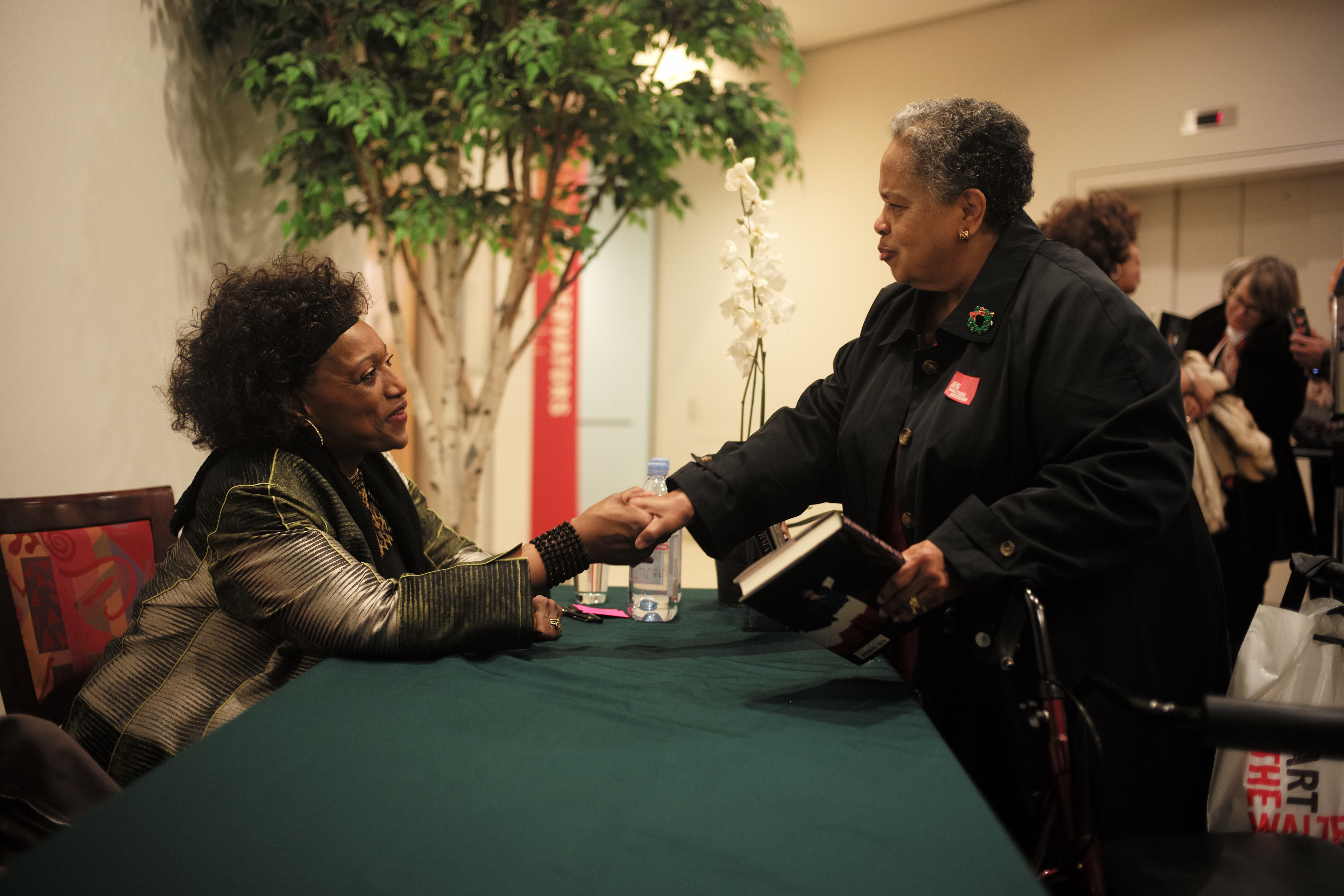
Jessye Norman (à gauche), en 2014.

Parallèlement, elle chante et enregistre les répertoires allemand et français de lieder et de mélodies, de Beethoven à Berg et de Berlioz à Poulenc, mais aussi Duke Ellington et de nombreux spirituals — notamment un concert mémorable de spirituals en 1990 à Carnegie Hall avec la soprano Kathleen Battle et James Levine à la baguette. Elle a fréquemment été appelée à se produire à l'occasion d'événements publics ou de cérémonies : lors des prises de fonction des présidents américains en 1985 et 1997, lors de la célébration du soixantième anniversaire de la reine Élisabeth II, et, peut-être de façon plus mémorable, lors de la célébration du bicentenaire de la Révolution française sur la place de la Concorde à Paris, où elle chante La Marseillaise, drapée dans une robe aux couleurs du drapeau français imaginée par le styliste Azzedine Alaïa, dans une mise en scène de Jean-Paul Goude,,. Elle a également chanté à la fin de la cérémonie d'ouverture des Jeux Olympiques d'Atlanta en 1996.
En 2000, elle a donné la première de woman.life.song, cycle de pièces chantées, écrites par la compositrice Judith Weir pour une voix solo et un orchestre de chambre. L'œuvre, commanditée pour Jessye Norman par Carnegie Hall, emprunte des textes à trois autrices : Toni Morrison, Maya Angelou et Clarissa Pinkola Estés. Elle retrace la vie d'une femme, de sa jeunesse à sa vieillesse.
L'attitude en public de la cantatrice, qui combine une apparente hauteur avec des éclairs d'un humour désarmant, la place dans la tradition des divas. De fait, beaucoup voient en elle l'inspiratrice du rôle-titre d'un film français de 1981, Diva. Sa voix et sa personnalité ont conduit ses fans à la surnommer Just Enormous (« Énorme tout simplement »)[réf. nécessaire]. Sa ville natale, Augusta, a nommé en son honneur un amphithéâtre dans les années 1990.
Jessye Norman meurt le 30 septembre 2019 à New York des suites d’un sepsis consécutif à une opération de la colonne vertébrale survenue quatre ans plus tôt. Elle avait 74 ans.

## Répertoire lyrique
- Béla Bartók
  - Judith dans Le Château de Barbe-Bleue (en hongrois et en anglais)
- Ludwig van Beethoven
  - Leonore dans Fidelio
- Hector Berlioz
  - Cassandre dans Les Troyens
  - Didon dans Les Troyens
  - Marguerite dans La Damnation de Faust
- Georges Bizet
  - Carmen dans Carmen
- Gabriel Fauré
  - Pénélope dans Pénélope
- Christoph Willibald Gluck
  - Alceste dans Alceste
- Joseph Haydn
  - Armida dans Armida (de)
  - Rosina dans La vera costanza
- Leoš Janáček
  - Emilia Marty dans L'Affaire Makropoulos
- Wolfgang Amadeus Mozart
  - Idamante dans Idomeneo
  - Arminda dans Die Gärtnerin aus Liebe
  - Donna Elvira dans Don Giovanni
  - La comtesse Almaviva dans Les Noces de Figaro
- Pietro Mascagni
  - Santuzza dans Cavalleria rusticana
- Jules Massenet
  - Salomé dans Hérodiade
- Giacomo Meyerbeer
  - Sélica dans L'Africaine (en italien)
- Jacques Offenbach
  - Hélène dans La Belle Hélène
  - Antonia dans Les Contes d'Hoffmann
  - Giulietta dans Les Contes d'Hoffmann
- Francis Poulenc
  - Elle dans La Voix humaine
  - Madame Lidoine dans Dialogues des carmélites
- Henry Purcell
  - Didon dans Didon et Énée
- Jean-Philippe Rameau
  - Phèdre dans Hippolyte et Aricie
- Arnold Schoenberg
  - La femme dans Erwartung
- Igor Stravinsky
  - Jocaste dans Œdipus rex
- Richard Strauss
  - Salomé dans Salome
  - Ariane et la Primadonna dans Ariane à Naxos
  - La comtesse Madeleine dans Capriccio (seulement la scène finale)
- Giuseppe Verdi
  - Aida dans Aida
  - Giulietta di Kelbar dans Un giorno di regno
  - Medora dans Il corsaro
- Richard Wagner
  - Elisabeth dans Tannhäuser
  - Elsa dans Lohengrin
  - Isolde dans Tristan et Isolde (acte II et mort d'Isolde)
  - Sieglinde dans La Walkyrie
  - Troisième Norne dans Le Crépuscule des dieux
  - Brünnhilde dans Le Crépuscule des dieux (uniquement la scène finale)
  - Kundry dans Parsifal
- Carl Maria von Weber
  - Euryanthe dans Euryanthe

## Discographie et vidéographie
Le nom de Jessye Norman apparaît sur un très grand nombre de disques personnels et collectifs, à partir de 1969 jusque dans les années 90 : des récitals de lieder et de mélodies françaises ; des participations à des enregistrements d’opéras, d'oratorios, de cantates et de musique symphonique ou religieuse ; enfin, des disques de spirituals, de chants sacrés et de standards américains.
Elle a collaboré avec les plus grands chefs d'orchestre de son temps : James Levine, Pierre Boulez, Colin Davis, Seiji Ozawa, Bernard Haitink, Antal Dorati, Karl Böhm, Leonard Bernstein, Georg Solti, Riccardo Muti, Claudio Abbado, Klaus Tennstedt, Kurt Masur, Rafael Kubelik, Marek Janowski, Lorin Maazel, Serge Baudo, Michel Plasson, Semyon Bychkov, Hans Schmidt-Isserstedt, Jeffrey Tate, Daniel Barenboim... et, une seule fois, avec Herbert von Karajan, lors d'un concert mémorable enregistré à Salzbourg en 1987.

## Distinctions honorifiques
- 1966 : lauréate du concours de chant de la National Society of Arts and Letters
- 1968 : premier prix du Concours international de musique de l'ARD à Munich
- 1973, 1976, 1977 : Grand Prix du Disque de l'Académie Charles-Cros pour ses disques de lieder de Richard Wagner, Robert Schumann, Gustav Mahler et Franz Schubert
- 1982 : Gramophone Classical Music Awards pour son enregistrement des Quatre derniers lieder de Richard Strauss
- 1984 :  Commandeur de l'ordre des Arts et des Lettres ; le Muséum national d'histoire naturelle de Paris donne son nom à une orchidée ; Grammy Award for Best Classical Vocal Solo pour son enregistrement des mélodies de Maurice Ravel
- 1987 : membre de la Royal Academy of Music à Londres
- 1988 : Grammy Award for Best Opera Recording pour son enregistrement de Lohengrin de Richard Wagner
- 1989 :  Chevalier de la Légion d'honneur ; Grammy Award for Best Opera Recording pour son enregistrement de La Walkyrie de Richard Wagner ; Honorary Fellow du Jesus College de l'université de Cambridge
- 1990 : nommée ambassadeur honoraire de l'ONU par Javier Pérez de Cuéllar, secrétaire général de l'Organisation des Nations unies
- 1992 : Golden Plate Award de l'American Academy of Achievement
- 1995 : croix d'honneur autrichienne pour les sciences et les arts, de première classe
- 1997 : lauréate du Kennedy Center Honors ; lauréate de la médaille Radcliffe, décernée chaque année par la Radcliffe College Alumnae Association.
- 1998 : Grammy Award for Best Opera Recording pour son enregistrement du Château de Barbe-Bleue de Béla Bartók
- 1999 : intronisée au Georgia Music Hall of Fame
- 2000 : médaille Eleanor Roosevelt Val-Kill pour son combat contre le lupus, le cancer du sein, le sida et la faim dans le monde ; Distinguished Alumni Achievement Award de l'Université Howard
- 2002 : intronisée à l'American Classical Music Hall of Fame
- 2006 : Grammy du couronnement d'une carrière ; lauréate du prix Edison à Amsterdam
- 2009 : lauréate de la National Medal of Arts décernée par le président Barack Obama lors d'une cérémonie à la Maison-Blanche en février 2010
- 2013 : médaille Spingarn décernée chaque année par la NAACP pour la contribution exceptionnelle d'un Afro-Américain
- 2015 : prix Wolf en art
- 2018 : prix Glenn-Gould ; Médaille d'or de la Royal Philharmonic Society